# Сміттєва криза у Дрогобичі
Сміттєва криза у Дрогобичі — ситуація зі вивозом сміття у місті Дрогобич, що викликана перевищенням строку експлуатації Броницького сміттєзвалища та блокуванням сміттєзвалища місцевими активістами. 

## Причини
Викликана гострим суспільним протистоянням, екологічними проблемами та відсутністю політичної волі щодо вирішенням проблем зі зберіганням та переробкою сміття.

## Перебіг
Сміттєва криза у Дрогобичі розпочалася 10 лютого 2018 року, коли жителі села Брониця, Дрогобицького району, перекрили в'їзд на Броницьке сміттєзвалище. Таким чином вони висловили протест проти незадовільного стану дорожнього покриття дороги Дрогобич — Самбір, поблизу села Брониця, в результаті чого з 5 лютого 2018 року на вказаній ділянці дороги перестали курсувати маршрутні таксі.
Однак навіть після вирішення проблеми з дорожнім покриттям дороги Дрогобич — Самбір, поблизу Брониці, дорога на сміттєзвалище не була розблокована. Жителі села Брониця пояснювали це тим, що термін експлуатації сміттєзвалища вичерпаний ще у 2008 році, і з того часу площа сміттєзвалища у 2 рази перевищила відведену йому по документації площу, захопивши санітарну зону і навіть приватні земельні ділянки деяких жителів села Брониця.
Міська влада Дрогобича, в свою чергу, стверджувала, що рішення про закриття Броницького сміттєзвалища немає, і тому Дрогобицький комбінат міського господарства, якому належить Броницьке сміттєзвалище, має право його експлуатувати.
Броницьке сміттєзвалище було введене в експлуатацію у 1983 році. Застосовувалось, в основному, для вивезення твердих побутових відходів з міста Дрогобича та сіл Дрогобицького району.
Ситуація зі сміттям на Броницькому сміттєзвалищі значно погіршилась у 2017 році, під час сміттєвої кризи у Львові, коли мер Дрогобича Тарас Кучма уклав угоду зі Львовом, про прийом львівського сміття на Броницьке сміттєзвалище. Угода передбачала прийом 50 тонн львівського сміття щоденно, протягом 2-х років.
Міська влада Дрогобича пробувала налагодити вивіз сміття на інші сміттєзвалища Львівської області, однак, за словами мера міста Тараса Кучми, такий вивіз рано чи пізно блокували місцеві активісти, які проживали поблизу цих сміттєзвалищ.
29 липня 2018 року на центральній площі Дрогобича відбулося загальноміське віче з питання пошуку шляхів виходу зі сміттєвої кризи.
16 серпня 2018 року начальник Відділу надзвичайних ситуацій та цивільного захисту населення Дрогобицької міської ради Микола Летнянчин повідомив офіційні дані щодо екологічної ситуації в місті. За офіційними даними Дрогобицького міського управління Головного управління Держпродспоживслужби у Львівській області, у місті відзначалося ускладення епідситуації з інфекційної захворюваності. Складною була епідситуація із захворюваностю на кишкові інфекції, в основному, за рахунок гастроентероколітів бактеріальної та вірусної етіології. 78,2 % захворюваностей припадало на дитяче населення. Також було зареєстровано високий рівень захворюваності на сальмонельозну інфекцію, який перевищував серередньообласні показники в 2,2 рази. Було зафіксовано ріст паразитарної захворюваності, на який має вплив забруднення довкілля. За перше півріччя 2018 року ураженість паразитозами населення міст Дрогобича та Стебника в 3 рази перевищила середньообласні показники. Періодично реєструвалися випадки лептоспірозу.
13 серпня 2018 року, під час селекторної наради голови Львівської обласної державної адміністрації, Олега Синютки, з головами міст обласного значення та головами районних державних адміністрацій, міський голова Дрогобича Тарас Кучма звернувся до Олега Синютки з проханням оголосити Дрогобич зоною екологічного лиха, у зв`язку зі сміттєвою блокадою. Тарас Кучма повідомив, що відповідне звернення, з прикріпленими документами, надіслано у Департамент з питань цивільного захисту Львівської ОДА.
В зв'язку з забороною проведення акцій протесту через Воєнний стан в Україні з 2022 року, дрогобицька влада знову продовжила вивозити на полігон сміття, невдовзі після введення цього воєнного стану. Це відбувається всупереч рішенню Восьмого апеляційного адміністративного суду від 16 липня 2019 року по справі № 1340/3880/18, яким дії Департаменту міського господарства Дрогобицької міської ради щодо експлуатації полігону твердих побутових відходів були визнані протиправними (це рішення було підтверджене рішенням Верховного Суду від 24 листопада 2021 року, по цій же справі).